# Freischütz (film)
Pour plus de détails, voir Fiche technique et Distribution.
Freischütz (Bűvös vadász) est un film hongrois réalisé par Ildikó Enyedi, sorti en 1994. Il est présenté en sélection officielle à la Mostra de Venise 1994.
Il est librement inspiré de l'opéra de Carl Maria von Weber Der Freischütz (1821).

## Fiche technique
- Titre original : Bűvös vadász
- Titre français : Freischütz[2] ou Magic Hunter
- Réalisation : Ildikó Enyedi
- Scénario : Ildikó Enyedi et László Révész
- Photographie : Tibor Máthé
- Montage : Mária Rigó
- Musique : Gregorio Paniagua
- Pays d'origine : Hongrie
- Format : Couleurs - 35 mm - Stéréo
- Genre : drame, fantasy
- Durée : 106 minutes
- Dates de sortie : 
  - Hongrie : 24 octobre 1994
  - France : 14 août 1996[2]

## Distribution
- Gary Kemp : Max
- Sadie Frost : Eva
- Aleksandr Kaydanovskiy : Maxim
- Péter Vallai : Kaspar
- Mathias Gnädinger : chef de la police
- Alexandra Wasscher : Lili
- Ildikó Tóth : Lina
- Natalie Conde : Virgin Mary
- Zoltán Gera : cordonnier
- Philippe Duclos : moine
- Andor Lukáts : moine borgne
- György Bárdy : théologien
- Eszter Csákányi : nounou
- Tibor Bitskey : chirurgien